# Parlamentsvalet i Grekland 2012 (maj)
Parlamentsvalet i Grekland i maj 2012 var ett nyval som hölls söndagen den 6 maj 2012 i Grekland. Valresultatet blev historiskt och visade på en total förändring av det politiska landskapet där de domnierande partierna, socialdemokratiska PASOK och konservativa Ny demokrati, förlorade sina maktpositioner.

## Bakgrund
I och med att Grekland under 2011 drabbats av en allt mer akut ekonomisk kris tvingades den PASOK-ledda majoritetsregeringen med premiärminister Giorgos Papandreou i spetsen, att avgå till förmån för en interimsregering med ekonomen Loukas Papadimos som premiärminister i syfte att ratificera och genomföra de beslut om ekonomiska reformer som man kommit överens om med den Europeiska unionen och valutafonden IMF den 26 oktober 2011. Valet, som till en början inte skulle hållas förrän år 2013, blev efter en överenskommelse tidigarelagt till 2012. Ett av villkoren från oppositionen var nämligen att hålla valet tidigare.

### Opinionsmätningar
| Date       | PASOK | ND    | KKE   | LAOS | SYRIZA | DL   | DE GRÖNA | DA   | ÖVRIGA |
| ---------- | ----- | ----- | ----- | ---- | ------ | ---- | -------- | ---- | ------ |
| Okt. 2010  | 42,5% | 28%   | 11%   | 5,5% | 2,5%   | –    | 2,5%     | –    | –      |
| Jan. 2011  | 38,5% | 30,5% | 10,5% | 5,5% | 6%     | –    | 2,5%     | –    | –      |
| Apr. 2011  | 33,5% | 27%   | 12%   | 8,5% | 5,5%   | 3%   | 3%       | 2,5% | –      |
| Juli 2011  | 26,5% | 32,5% | 11,5% | 7,5% | 9%     | 2%   | 3,5%     | 1,5% | –      |
| Sept. 2011 | 28%   | 32%   | 10,5% | 8%   | 9%     | 3%   | 4%       | 1,5% | –      |
| Sept. 2011 | 15,5% | 22,3% | 9,8%  | 7,9% | 4,8%   | 2,7% | 2,4%     | 2,0% | 19,7%  |
| Sept. 2011 | 15,5% | 21,3% | 7,4%  | 5,6% | 5,0%   | 2,5% | 3,0%     | 2,5% | 20,3%  |
| Okt. 2011  | 22,5% | 31,5% | 10,5% | 9%   | 9,5%   | 5%   | 3%       | 2%   | 7%     |
| Okt. 2011  | 19,5% | 31,0% | 13,5% | 8,0% | 8,5%   | 4,0% | 4,5%     | 2,0% | 9,0%   |
| Apr. 2012  | 14.0  | 21.5  | 11.0  | 3.0  | 13.0   | 9.5  | 3.5      | 2.0  | 2.0    |

## Nyval i juni 2012
Efter parlamentsvalet som hölls i maj 2012 lyckades inga partier bilda regering. Panagiotis Pikrammenos utsågs till ny tillförordnad premiärminister samtidigt som nyval utlystes till juni 2012.